# Хлорокруорин

Строение молекулы простетической группы хлорокруорина

Хлорокруорин (хлорогемоглобин) — железосодержащий белок, способный связываться с кислородом и обеспечивать его перенос в ткани. Содержится в гемолимфе некоторых многощетинковых червей.
Простетическая группа хлорокруорина (хлорокруорогем) отличается от гема тем, что в нём вместо винильной группы при С-3 находится формильная (альдегидная) группа. Во всех остальных отношениях, а именно образованием комплекса хлорокруорогема с глобиновым белком, а также сродством такого комплекса к кислороду, хлорокруорин сходен с эритрокруорином (гемоглобином беспозвоночных). Для этого пигмента характерен сильный дихроизм, его окраска при разбавлении меняется от красной до зелёной. С другой стороны, окисленная и неокисленная формы хлорокруорина почти не отличаются по окраске.